# Pies (obraz Goi)

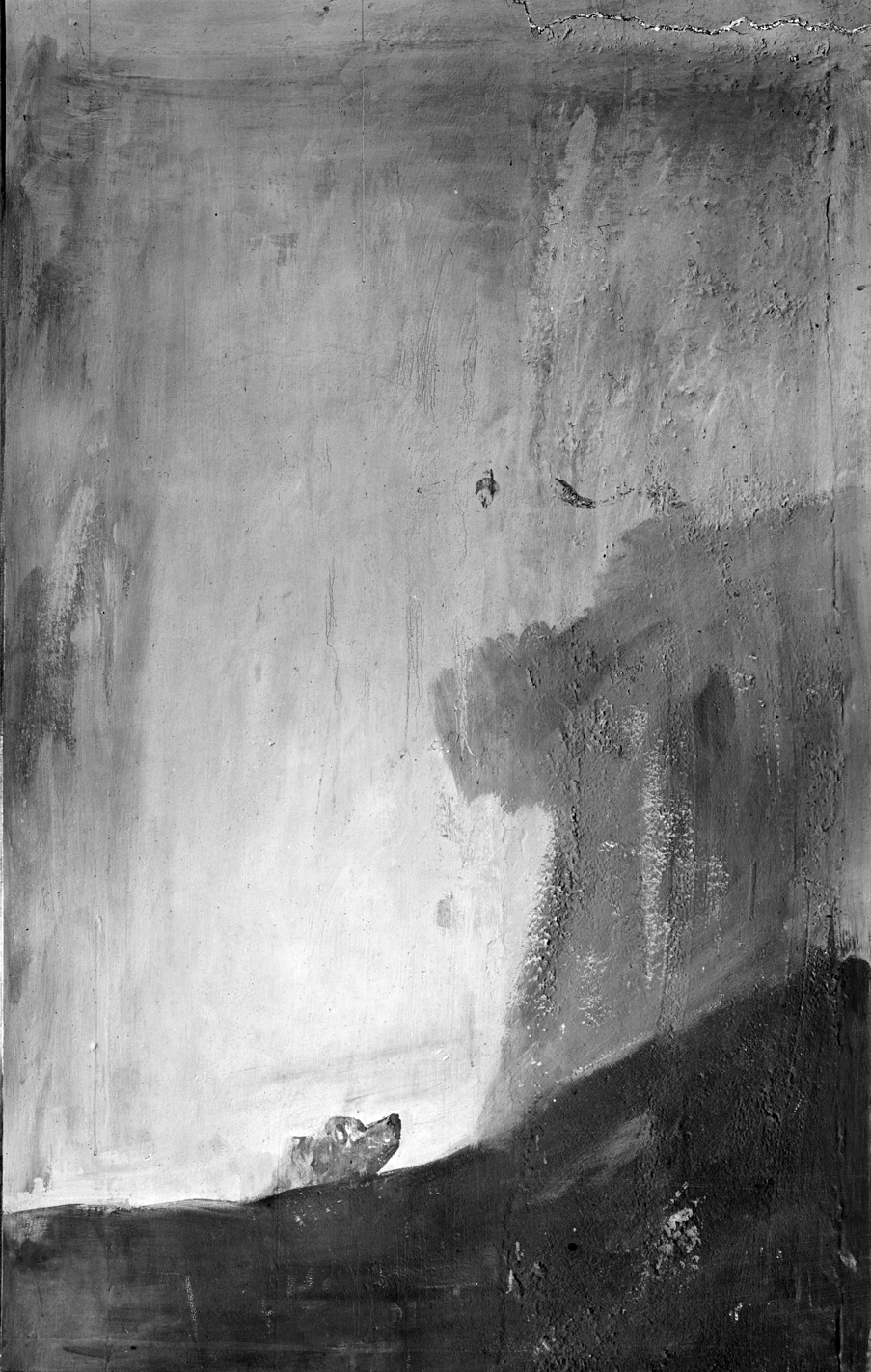
Pies na zdjęciu wykonanym przez Jeana Laurenta w domu Goi ok. 1874 r., zanim obraz został przeniesiony na płótno

Pies (hiszp. Perro semihundido) – obraz hiszpańskiego malarza Francisco Goi.

## Okoliczności powstania
To dzieło należy do cyklu 14 czarnych obrazów – malowideł wykonanych przez Goyę na ścianach jego domu Quinta del Sordo w latach 1819–1823. Zostały one sfotografowane przez Jeana Laurenta, a następnie przeniesione na płótna w latach 1874–78 przez malarza Salvadora Martíneza Cubellsa. Obecnie znajdują się w zbiorach Muzeum Prado. Goya wykonał ten szczególny cykl obrazów na kilka lat przed śmiercią. Wyrażają one jego lęk przed starością i samotnością, są również satyrą rodzaju ludzkiego i państwa hiszpańskiego.

## Analiza
W aktualnym stanie dzieło jest bardzo surowe, przedstawia jedynie głowę psa schowanego za skarpą (lub zapadającego się, jak sugeruje hiszpański tytuł) w kolorze ciemnej ochry. Pozostała przestrzeń wypełniona jest jasną ochrą, brak innych figur. Pies spogląda w górę, lecz nie wiemy, co przykuwa jego wzrok.
Chociaż dzisiaj możemy dostrzec jedynie te elementy, wiadomo, że w oryginale obraz przedstawiał się nieco inaczej. Na fotografiach wykonanych przez Jeana Laurenta w domu Goi (zanim czarne obrazy zostały przeniesione na płótno) widać wielką skałę oraz prawdopodobnie dwa ptaki, ku którym pies zwraca wzrok. W 1909. w artykule opublikowanym w La España Moderna na ten temat wypowiedział się Valeriano de Loga, konserwator sztuki z Muzeum w Berlinie. Stwierdził, że za skałą na pierwszym planie widać głowę psa, który próbuje złapać ptaki. Iberysta Nigel Glendinning od 1986 r. pisał o różnicach pomiędzy dzisiejszymi czarnymi obrazami a ich fotografiami z końca XIX wieku. Zaznaczył, że niektóre istotne pociągnięcia pędzlem zupełnie zniknęły podczas zmiany nośnika na płótno oraz restauracji. Również José Manuel Arnaiz uważa, że w oryginale pies z zainteresowaniem spogląda na ptaki. Pod koniec 2010 malarz i historyk sztuki Carlos Foradada opublikował wyniki swoich badań nad fotografiami Laurenta konkludując, że Goya namalował również część grzbietu psa, grubszą szyję oraz wielką skałę, ponad którą unoszą się obserwowane przez bezradnego psa ptaki. Valeriano Bozal zebrał różne opinie krytyków sztuki (również tę, że pies obserwuje ptaki w locie), stwierdził jednak, że żadna z nich nie jest do końca przekonująca. Nie wiemy, czy pies wychyla głowę zza skarpy, czy też zapada się i tonie w ziemi. Bozal uważa także, że Goya mógł pozostawić obraz niedokończonym.
Krytycy sztuki proponują różne interpretacje. Pies może symbolizować błahość istot żywych w porównaniu do świata, który je otacza. Możliwą interpretacją jest też wyrażenie przez Goyę przygnębienia. Inni uważają, że dzieło jest niedokończone i trudno je interpretować nie znając zamysłu malarza, a nawet jeśli było skończone, w czasie przenosin na płótno przepadły ważne elementy.
Dzieło w aktualnym stanie oznaczałoby zerwanie z konwencją malarską poprzez zaburzenie perspektywy i pejzażu. Pies jest więc przykładem wielkiej swobody w malarstwie, rzadkiej dla początków XIX wieku. Prosta przestrzeń wypełniona kolorem, na której pojawia się minimalny element skupiający uwagę. Głowa psa namalowana jest ostrymi pociągnięciami pędzla przy użyciu kontrastujących z tłem kolorów: czarnego, szarego i białego. Zwrócony ku górze wzrok psa nadaje obrazowi pionu, mimo że tło pozostaje puste. To dzieło zapowiada abstrakcję i surrealizm, które miały dopiero pojawić się w malarstwie (podobnie jak inne dzieła Goi, które wyprzedzają impresjonizm i ekspresjonizm).
XX-wieczny malarz Antonio Saura nazwał Psa Goi najpiękniejszym obrazem na świecie. Abstrakcjonista Rafael Canogar określił go mianem «wizualnego poematu» oraz pierwszego zachodniego dzieła symbolistycznego. Rzeźbiarz Pablo Serrano złożył obrazowi hołd w serii rzeźb z brązu Entretenimientos en el Prado (1974), porównywał go również do prac Antoniego Tàpiesa i Francisa Bacona. Glendinning uważa malowidło przedstawiające psa za najbardziej czułe i ludzkie z całego cyklu czarnych obrazów.